# Vieux-Pont-en-Auge
Vieux-Pont-en-Auge település Franciaországban, Calvados megyében. Lakosainak száma 277 fő (2018. január 1.). Vieux-Pont-en-Auge Les Authieux-Papion, Boissey, Bretteville-sur-Dives, Castillon-en-Auge, Coupesarte, Le Mesnil-Mauger és Saint-Julien-le-Faucon községekkel határos.

## Népesség
A település népessége az elmúlt években az alábbi módon változott:
| Lakosok száma | 280  | 219  | 210  | 220  | 275  | 301  | 302  | 297  | 284  | 277  |
|               | 1968 | 1975 | 1982 | 1990 | 1999 | 2011 | 2013 | 2015 | 2017 | 2018 |